# Dolichoderus dibolius
Dolichoderus dibolius är en myrart som beskrevs av Wilson 1985. Dolichoderus dibolius ingår i släktet Dolichoderus och familjen myror. Inga underarter finns listade i Catalogue of Life.